# Tosca de sabó
La tosca de sabó o sabó de calç és un sòlid blanc compost per estearat de calci, estearat de magnesi i derivats similars de metalls alcalinoterris d'àcids grassos. Aquests materials resulten de l'addició de sabó i altres tensioactius aniònics a l'aigua dura. L'aigua dura conté ions de calci i magnesi, que reaccionen amb l'anió tensioactiu per donar aquests sabons metàl·lics o de tosca.
2 C 17 H 35 COO − Na + + Ca 2+ → (C 17 H 35 COO) ₂ Ca + 2 Na +
En aquesta reacció, el catió sòdic del sabó es substitueix per calci per formar estearat de calci .
Els sabons de calç formen dipòsits de tosca en els teixits, en les rentadores i en les piques. Els tensioactius sintètics són menys susceptibles als efectes de l'aigua dura. La majoria de detergents contenen constructors que impedeixen la formació de sabons de calç.

## Guix impermeable
Hi ha diverses formes de fer guix impermeable a base de sabó de calç, una de les quals és el Tadelakt. Una altra forma de guix impermeable fet amb sabó de calç és el Qadad; aquesta tècnica, semblant a l'opus signinum dels romans, té més de mil anys i restes d'aquest guix primerenc encara es veuen a les comportes que resten dempeus de l'antiga presa de Marib.